# Portovesme
Portovesme è una frazione del comune di Portoscuso in provincia del Sulcis Iglesiente.
Ospita un porto industriale e commerciale, dal quale è possibile raggiungere l'isola di San Pietro. Inoltre è sede di un importante polo industriale, specializzato nella metallurgia non ferrosa, unico in Italia per le sue produzioni:
- allumina da bauxite (stabilimento Eurallumina, ora chiuso);
- alluminio primario (lingotti da fonderia) (stabilimento ex Alcoa, ex Alumix, ex Aluminia, ex Alsar, attualmente di proprietà Sider Alloys, ora chiuso);
- zinco, piombo ed acido solforico da minerale (stabilimento Portovesme srl, ex Nuova SAMIM, ex SAMIM, ex Ammi Sarda);

A tali impianti si aggiungono quelli per la produzione di laminati e profilati di alluminio e le centrali termoelettriche Enel, che generano il 45% dell'energia elettrica prodotta in Sardegna. Si stima che gli impianti di Portovesme e San Gavino diano direttamente lavoro, complessivamente, a circa 3.600 persone.
Lo sviluppo di Portovesme si è intrecciato con le fortune e con la tormentata crisi del settore minerario sardo.

## Storia
Nel medioevo Portovesme, allora noto come Canneddas o Canelles, era un piccolo porto nelle cui vicinanze erano situate modeste baracche di pescatori. Nel giugno del 1323, l'infante Alfonso, che si apprestava a cingere d'assedio Villa di Chiesa, importante città mineraria in mano alla Repubblica di Pisa, vi fece sbarcare "le vettovaglie, trabucchi ed altre attrezzature da combattimento". Durante l'assedio, una flotta di venti galee pisane giunse a Canelles riuscendo a neutralizzare gli aragonesi. In seguito, appare nelle fonti del XVI secolo come uno dei due porti del nascente borgo di Portoscuso. Fu ingrandito nel XVIII secolo per collegare la nuova cittadina di Carloforte, sorta sull'isola di San Pietro, con l'isola madre.

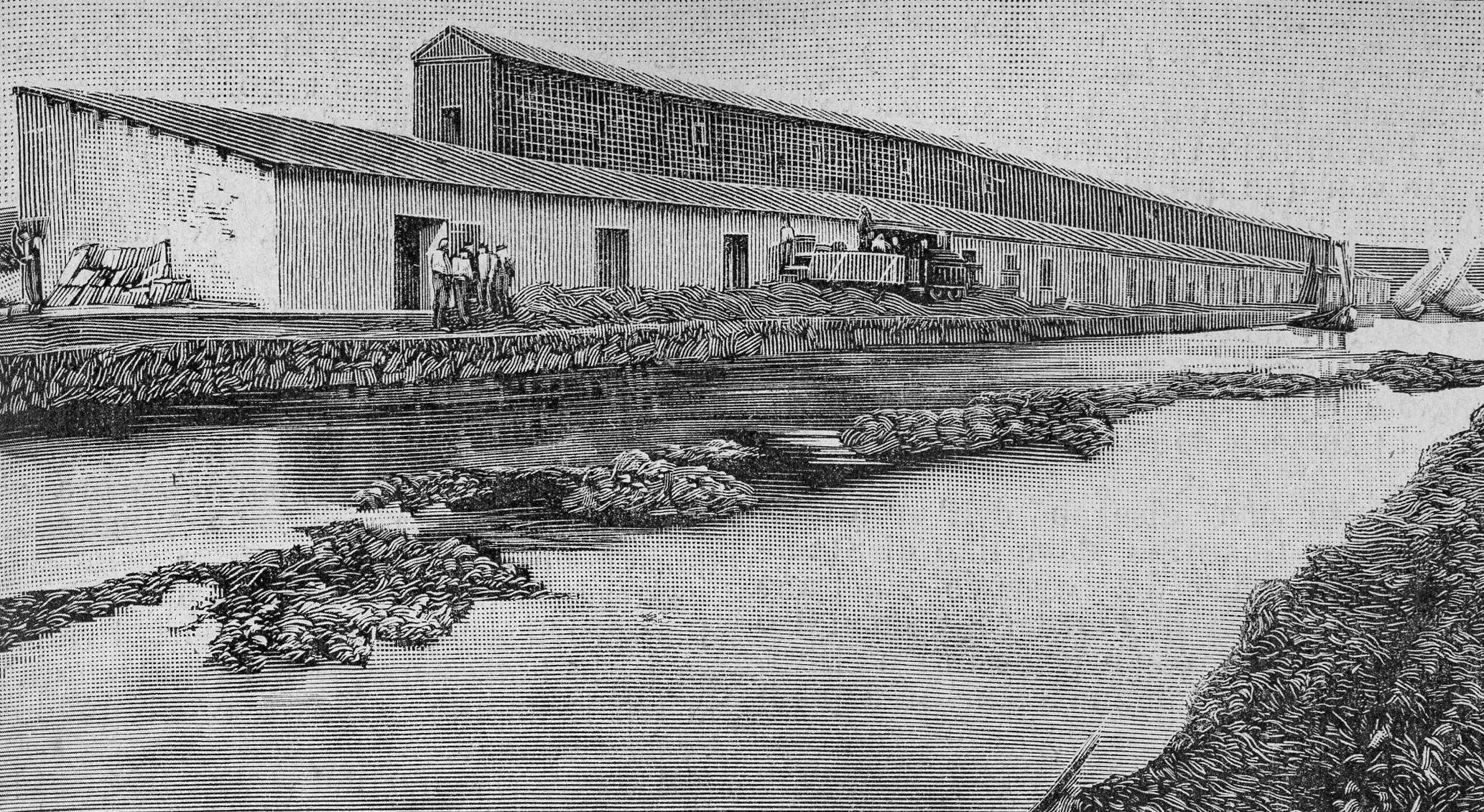
Porto Vesme (xilografia, 1901)

A partire dalla metà del XIX secolo nella zona sud-occidentale dell'isola di Sardegna, il Sulcis-Iglesiente, iniziò lo sfruttamento in senso capitalistico delle miniere di piombo e di zinco, all'epoca considerate tra le più redditizie al mondo. La Società di Monteponi, Regia Miniera presso Iglesias, che gestiva la miniera situata a circa tre chilometri dalla città di Iglesias (anticamente Villa di Chiesa), realizzò nel comune di Portoscuso un nuovo porto per il trasporto dei minerali. La località prescelta, denominata Is Canneddas,  fu rinominata Portovesme in onore del conte Carlo Baudi di Vesme, ideatore di quel porto, presidente di quella società e storico insigne. La stessa Società di Monteponi costruì una Ferrovia a scartamento ridotto tra Monteponi e Portovesme e investì nella realizzazione della centrale termoelettrica, alimentata con carbone estratto nel Sulcis e che a sua volta forniva l'energia necessaria per le attività estrattive.

## La crisi e l'intervento statale

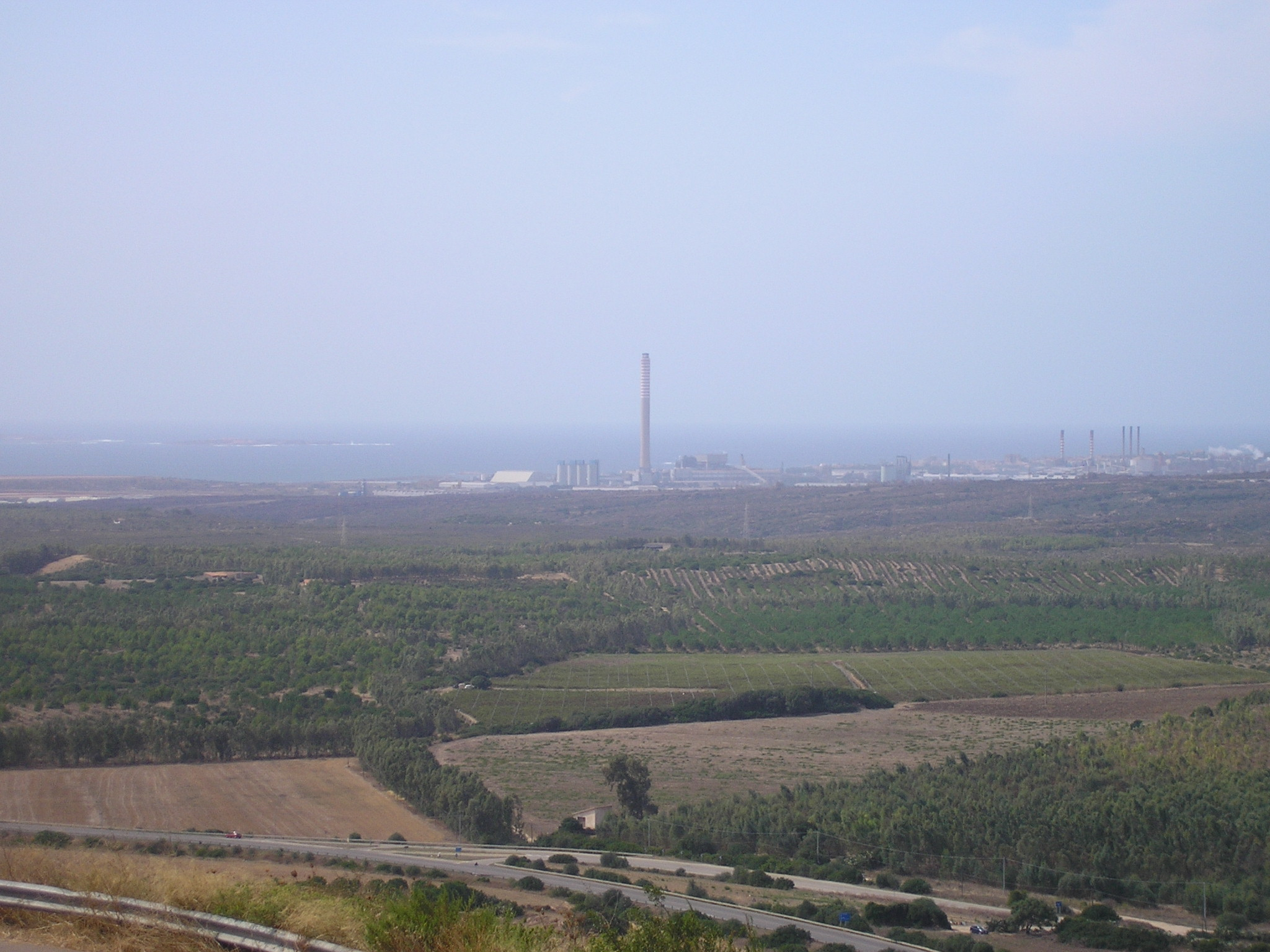
L'area industriale vista da Monte Sirai.

Il progressivo esaurimento dei filoni più produttivi e la diminuzione delle protezioni doganali provocarono, a partire dal secondo dopoguerra, la crisi delle miniere sarde, che subivano la concorrenza di minerali di importazione che risultavano più convenienti di quelli prodotti in loco. Le società private che detenevano le concessioni minerarie si ritirarono lasciando spazio all'intervento statale, che si orientò verso la realizzazione di un grande polo metallurgico che potesse assorbire i dipendenti delle miniere del Sulcis e dell'Iglesiente in fase di chiusura. Il polo industriale di Portovesme si sviluppò tra il 1969 ed il 1972 per iniziativa di due enti pubblici: l'EFIM investì in un polo integrato dell'alluminio, costituendo l'Eurallumina per la lavorazione della bauxite, l'Alsar per la produzione di alluminio primario e la Sardal e la Comsal per le successive lavorazioni; l'EGAM, oltre a rilevare la gestione delle poche miniere rimaste aperte, realizzò nei primi anni settanta gli impianti per la lavorazione del piombo e dello zinco, poi radicalmente rinnovati dall'Eni negli anni ottanta.

## La privatizzazione

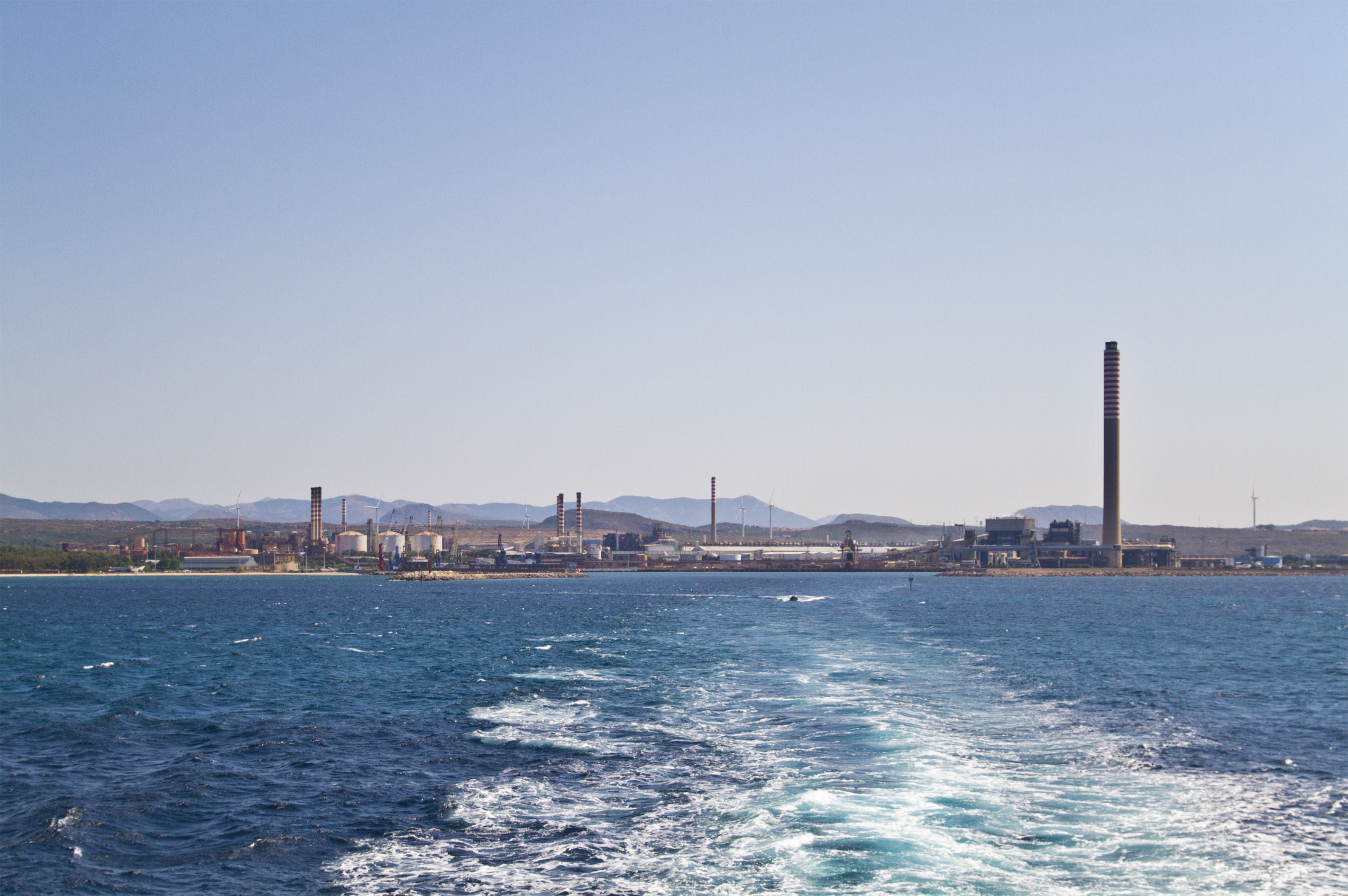
Polo Industriale di Portovesme

Negli anni novanta la liquidazione dell'EFIM e la ristrutturazione dell'ENI portarono gli impianti metallurgici di Portovesme alla privatizzazione, con l'acquisizione da parte di multinazionali del settore (Alcoa e Glencore).